# Dorfen
Dorfen este un oraș din districtul Erding, regiunea administrativă Bavaria Superioară, landul Bavaria, Germania. Se află la 50 km est de München și 29 km sud de Landshut.